# Clathria axociona
Clathria axociona är en svampdjursart som beskrevs av Claude Lévi 1963. Clathria axociona ingår i släktet Clathria och familjen Microcionidae. Inga underarter finns listade i Catalogue of Life.